# 358 (số)
358 (ba trăm năm mươi tám) là một số tự nhiên ngay sau 357 và ngay trước 359.